# Flip Flappers

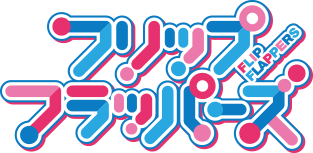
Flip Flappers logo

Flip Flappers (フリップフラッパーズ Furippu Furappāzu?) es un anime de televisión japonés producido por Infinite y anunciado el 25 de marzo de 2016, en la convención de AnimeJapan. La serie es animada por el Studio 3Hz y comenzó a emitirse en octubre de 2016.

## Argumento
La vida cotidiana de Cocona cambia cuando se encuentra con una peculiar chica llamada Papika, la cual viene de una organización conocida como FlipFlap. Su trabajo es explorar mundos alternativos conocidos como Pure Illusion y recuperar fragmentos de una piedra que se dice que puede conceder deseos. Tan pronto Cocona y Papika comienzan a recolectar fragmentos para FlipFap, se topan con una amiga de la infancia de Cocona quien es la encargada, junto a dos niños más, de buscar fragmentos para la organización antagonista de FlipFlap, Asclepius, quienes quieren conquistar el mundo. Mientras las organizaciones luchan constantemente, Cocona comienza su viaje de descubrimiento.

## Personajes
Cocona (ココナ, Kokona?) / Pure Blade (ピュアブレード, Pyua Burēhacer? )
Doblada por: Minami Takahashi
Una colegiala de segundo año de secundaria que acaba en extrañas aventuras tras conocer a Papika.

Papika (パピカ?) / Pure Barrier (ピュアバリアー, Pyua Bariā?  )
Doblada por: M.A.O
Una energética chica de la organización FlipFlap que se vuelve la compañera de Cocona.

Yayaka (ヤヤカ?)
Doblada por: Ayaka Ohashi
Amiga de la infancia de Cocona. Trabaja para una organización rival, junto a Toto y Yuyu.

Salt (ソルト, Soruto?)
Doblado por: Kenjiro Tsuda
El director de la organización FlipFlap.

Toto (トト?)
Doblada por: Sayaka Inoue
Yuyu (ユユ?)
Doblada por: Airi Toshinō
Hidaka (ヒダカ?)
Doblado por: Jun Fukushima
Un científico de la organización FlipFlap.

Sayuri (サユリ?)
Doblada por: Yōko Hikasa
Un científico de la organización FlipFlap.

TT-392
Doblado por: Kazuyuki Okitsu
Un robot que sigue Papika a todas partes, apodado "Bu-chan".
Uxekull (ユクスキュル, Yukusukyuru?)
Doblado por: Michiyo Murase
La mascota conejo de Cocona.

Iroha Irodori (いろはいろどり?)
Doblada por: Saori Ōnishi
Una senpai del club de arte del instituto de Cocona.

La abuela de Cocona (ココナのおばあちゃん, Kokona no Obaa-chan)
Doblada por: Tamie Kubota
La abuela de Cocona, la cual la ha cuidado desde que sus padres murieron.

## Medios de comunicación

### Anime
La serie de Estudio 3Hz empezó a emitirse en Japón de 6 de octubre de 2016. La serie está autorizada en América del Norte por Sentai Filmworks y está siendo simulcast por Hulu, Crunchyroll y el Anime Red. El tema de apertura es "Serendipity" por ZAQ, mientras el tema de final es Flip Flap Flip Flap por TO-MAS feat. Chima. El anime será liberado a través de seis Blu-ray & #DVD volúmenes con un total de 13 episodios.

#### Lista de episodios
| Núm. | Título                                                           | Fecha de aire original  |
| ---- | ---------------------------------------------------------------- | ----------------------- |
| 1    | Pure Input "Pyua Inputto" (ピュアインプット)                     | 6 de octubre de 2016    |
| 2    | Pure Converter "Pyua Konbāta" (ピュアコンバータ)                 | 13 de octubre de 2016   |
| 3    | Pure XLR "Pyua Ekusu-eru-āru" (ピュアXLR)                        | 20 de octubre de 2016   |
| 4    | Pure Equalization "Pyua Ikoraizēshon" (ピュアイコライゼーション) | 27 de octubre de 2016   |
| 5    | Pure Echo "Pyua Ekō" (ピュアエコー)                              | 3 de noviembre de 2016  |
| 6    | Pure Play "Pyua Purei" (ピュアプレイ)                            | 10 de noviembre de 2016 |
| 7    | Pure Component "Pyua Konpōnento" (ピュアコンポーネント)          | 17 de noviembre de 2016 |
| 8    | Pure Breaker "Pyua Burēka" (ピュアブレーカ)                      | 24 de noviembre de 2016 |
| 9    | Pure Mute "Pyua Myūto" (ピュアミュート)                          | 1 de diciembre de 2016  |
| 10   | Pure Jitter "Pyua Jittā" (ピュアジッター)                        | 8 de diciembre de 2016  |
| 11   | Pure Storage "Pyua Sutorēji" (ピュアストレージ)                  | 15 de diciembre de 2016 |
| 12   | Pure Howling "Pyua Hauringu" (ピュアハウリング)                  | 22 de diciembre de 2016 |
| 13   | Pure Audio "Pyua Ōdio" (ピュアオーディオ)                        | 29 de diciembre de 2016 |